# Canal potassium voltage-dépendant Kv1.5

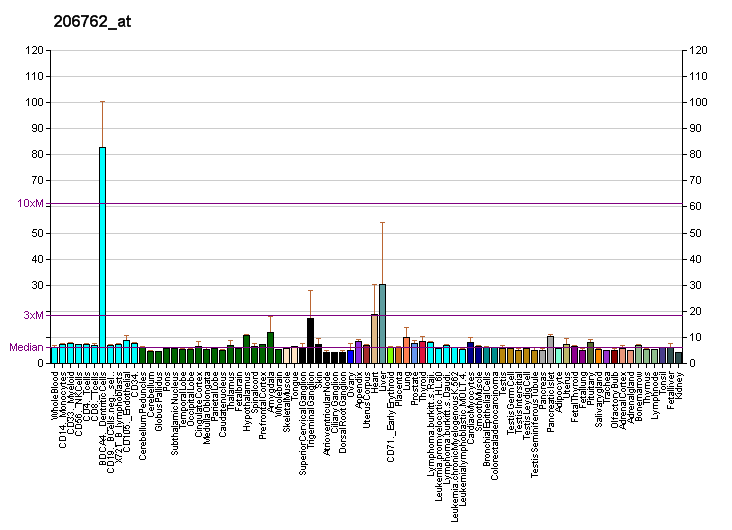
Profil d'expression génique du gène KCNA5.

Toutes les cellules animales sont protégées de leur environnement extérieur par une membrane. Celle-ci est de type lipidique et on y trouvera différentes protéines glycolysées ou non. Cette membrane à la propriété d’être hautement sélective quant à la perméabilité des différents ions qui proviennent des milieux internes et externes. Pour maintenir cette caractéristique fondamentale, de nombreuses protéines s’assemblent pour former un passage pour les ions, ce sont les canaux ioniques. On en trouve une multitude, tous sélectifs à différents ions mono et divalents. Ceux qui nous intéressent particulièrement sont les canaux potassium, K+.
Ce sont les canaux protéiques formés de macromolécules qui laissent préférentiellement passer des ions K+ et qui représentent la classe de canaux voltage-dépendant, les plus importants en termes de fonction et de structure. Ils sont présents dans plusieurs tissus, dont le muscle lisse, le cerveau, le pancréas, le rein et le muscle squelettique. De façon générale, ils déclenchent la repolarisation et terminent la phase d’excitation des cellules excitables. 
Les canaux K+, ne sont évidemment pas toujours ouverts. Ils sont soumis à une régulation qui est sous l’influence des besoins cellulaires. Le caractère dépendant de ces canaux repose sur le potentiel de la membrane, le niveau d’ATP cytoplasmique et les concentrations de calcium Ca2+ transmembranaires. Les canaux potassium sont présents dans divers tissus, ce qui leur procure le privilège de jouer des rôles clés dans un large spectre de fonction cellulaire qui inclut l’excitabilité, la sécrétion, le transport d’ions et la régulation osmotique. Principalement, dans les cellules excitables, les canaux K+ jouent un rôle important dans tous les aspects électrochimiques. Et tout cela inclut, bien sûr, le réglage du potentiel membranaire et la modulation du potentiel d’action.

## Le cœur
Le cœur n’échappe pas à cette diversité et on y trouve différents canaux K+ qui jouent un rôle important dans la repolarisation. Ils contribuent à la sortie puis à  la rentrée du K+ sous le contrôle des conditions physiologiques. La phase de long plateau implique notamment des canaux potassiques qui déterminent la performance cardiaque. En effet, le niveau de contractibilité de base et la concentration de calcium intracellulaire recyclée est gouvernée par la repolarisation des canaux K+ par la stimulation des ß-adrénorécepteur et a-adrénorécepteur. On trouve plusieurs types de canaux K+ dans le cœur :
- Les Ik, qui s’ouvrent après un délai avant d'être inactivés par des variations du voltage de dépolarisation. Ils sont primordiaux dans le contrôle du départ de la repolarisation du potentiel d’action et sont responsables du « notch » initial et de la repolarisation cardiaque.
- Les Ito activés et inactivés rapidement après la dépolarisation. Ils sont responsables du maintien du potentiel membranaire et de la médiation de la repolarisation finale.
- Les Iki qui s'ouvrent lorsque le potentiel membranaire est négatif. Dans des situations pathologiques, ces canaux K+ ATP-sensible s’ouvrent quand les niveaux d’ATP chutent dans les cellules.

Les propriétés électro physiques des différents canaux déterminent leur fonction dans la régulation de l’évènement électrique. 
Dans le cœur, il existe cinq types de canaux voltage-porte dépendants qui ont été découverts dans les cardiomyocytes : Ito, IKur, Icr, Iks et Ik.
Ils vont tous affecter la durée et la fin du potentiel d’action cardiaque chez l’humain. Tous les canaux vont faire partie d’au moins l’une des huit sous-classes Kv1 à kv8. Les gènes provenant de ces familles codent la formation d’un pore ou d’une sous-unité alpha du canal K+ cardiaque. Bien sûr, il y a d’autres canaux K+ modulés par  des ligands (ATP, Ca2+, etc.), qui sont aussi sensibilisés au voltage. 
Sept gènes différents de canaux K+ voltage-porte dépendant ont été clonés à partir du tissu cardiaque; kv1, kv2, kv4, kv5. Originellement à partir d’un cerveau de rat. Le premier canal voltage-porte dépendant découvert, qui utilisait des techniques moléculaires de clonage était celui du muscle squelettique qui provenait du phénotype hyperexcitable de la Drosophile melanogaster connue sous le nom de Shaker.
Les canaux kv5 sont ceux qui nous intéressent dans cet article. À partir de la technologie du RT-PCR, il a été démontré la présence de kv1.5 dans le ventricule et de façon plus abondante dans l’atrium humain. Les kv1.5 sont des activateurs lents des Ik, dans le cœur des mammifères. Ils ont été mis aussi en relation avec la présence d’une activation rapide et d’une activation lentes des canaux, IKur dans le cœur humain.  Les canaux kv1.5 ont été clonés chez la souris et le lapin et étaient sensibles à des faibles concentrations de 4-aminopiridine, mais pas à la tétraéthlamonium, 4-AP. C’est la présence d’une activation rapide des canaux IKur dans l'atrium humain, une sensibilité à de faibles concentrations de 4-AP et de quinidine et à l’inactivation du gène codant l’ARNm de la protéine kv1.5 par des oligonucléotides antisens dirigé contre le gène qui ont permis de confirmer que les canaux kv1.5 avaient une grande importance dans le cœur. Tous ces éléments ont permis de conclure que ces canaux sont activés rapidement et jouent un rôle capital dans le contrôle du potentiel d’action et de la repolarisation chez l’humain au niveau du battement cardiaque. Plusieurs études ont d’ailleurs été faites afin de démontrer l'importance de ces canaux dans le cœur d'une part, mais aussi dans d'autres tissus comme le muscle lisse.

## Structure
Le modèle actuel propose un canal protéique formé de 4 oligomères et chacun formant 6 segments transmembranaires hydrophobes connectés ensemble par des chaînes d’acides aminés. Chaque sous-unité est constituée d'environ 70 kpb.
La procédure d’ouverture est ardue et est intimement reliée à la dépendance au voltage des canaux K+. Dès l’ouverture du canal, le temps requis pour qu’il retrouve sa forme structurale moléculaire à l'état inactif varie selon le type de canal et peut varier de l'ordre de la milliseconde à plus ou moins 10 secondes. Dans le cas des canaux kv1.5, la fermeture se fait suivant deux processus distinct soit de type N ou rapide ou de type C ou lent. La fermeture de type N se fait via les résidus d’acides aminés en position NH2-terminal. Ceux-ci vont s’associer pour former une balle de polypeptide  et vont bloquer l’espace interne du pore et ainsi empêcher le passage des ions. Ce type d’inactivation se produit surtout lorsque les concentrations extracellulaires des ions K+ est très élevée. D'autre part, l’inactivation de type C est moins bien comprise. On sait par contre, qu’il s’agit d'une sorte de constriction du canal qui bloque le passage des ions. L’inactivation est accéléré par l’absence de K+ externe, La coopération des 4 sous-unités est donc requise pour l’inactivation de type C. Les effets des cations sont celui d’un pied dans la porte lors de la fermeture du canal. De façon générale, l’activité des canaux K+ est régulée par des kinases.

## Pathologies
Au niveau pathologique, il y a une séquence de trois acides aminés, glycine-tyrosine-glycine trouvé dans tous les clones de canaux K+. Cette séquence est impliquée dans la filtration des ions. Une mutation à ce niveau peut avoir comme résultat une perte de sélectivité en ion K+. Les arythmies sont les principales complications associées au canaux kv1.5. De sévères arythmies au niveau ventriculaires sont souvent le résultat d’un désordre ou d’un problème au niveau de la repolarisation dans certains tissus endommagées. Le changement dans la longueur du cycle et l’altération de la période réfractaire ont un rôle substantiel dans la propagation des arythmies. Par ailleurs, les arythmies constituent la cause de décès la plus fréquente aux États-Unis et dans les autres pays développés avec au-delà de 350 000 morts annuellement uniquement chez nos voisins du sud.
Au niveau pharmacologique, les canaux Ik, sont des facteurs déterminant et sont une cible pour la prévention de certains types d’arythmies. Les médicaments anti-arythmiques de classe 3 se sont démontrés efficaces dans le blocage de plusieurs canaux ik, ce qui avait comme conséquence la prolongation du potentiel d’action. 